# Máximo y Bartola

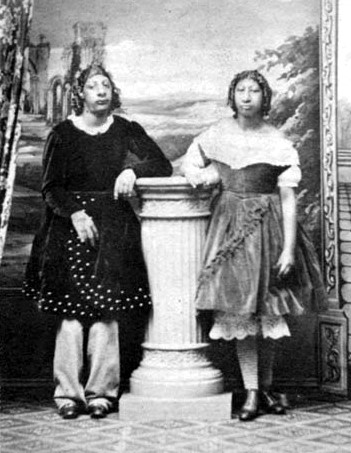
Máximo y Bartola

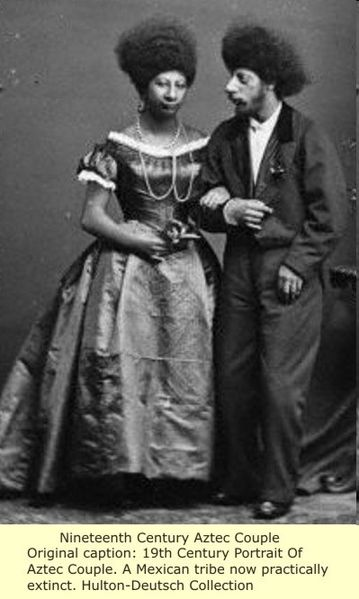
Máximo y Bartola en su boda "escenificada" en 1867, en un intento por generar más publicidad.

Máximo y Bartola (también conocidos como Máximo Valdez Núñez y Bartola Velasquez respectivamente) fueron los nombres artísticos de dos salvadoreños con microcefalia y discapacidad mental severa exhibidos en espectáculos de rarezas y zoológicos humanos en el siglo XIX. 

## Origen
Originarios de La Puerta, cerca de Usulután, El Salvador, los hermanos fueron vendidos por su madre a un comerciante quién prometió que los llevaría a Granada para educarlos y exhibirlos. Pasaron por las manos de varios promotores que los anunciaban como "Los Niños aztecas"  elaborando la historia falsa de que habían sido encontrados en un templo de una ciudad perdida de Centroamérica. Visitaron con gran éxito EE. UU. y Europa, apareciendo ante varios reyes y dignatarios.

## Carrera
Máximo y Bartola empezaron a ser exhibidos a finales de los años 1840. En 1850, fueron descritos como de "aproximadamente diez años de edad" él y "aproximadamente ocho años " ella, encontrándose al cuidado de un tal Señor Knox. En el verano de 1852, una disputa por su custodia surgió en Filadelfia. Un hombre granadino llamado Raimundo Selva reclamó que  había sido puesto a cargo de ellos por sus padres bajo la condición de proporcionarles una educación antes de empezar a exhibirles en Granada. Esto ocurrió cerca del pueblo de Jacotal en el Departamento de San Miguel de El Salvador. Selva fue detenido en Granada por las autoridades y la custodia de los niños transferida a su cuñado Selazar. Selazar formó una sociedad con un estadounidense llamado John S. Addison, y un intérprete conocido como Pedro Salva y el grupo partió a los Estados Unidos. Selva en cuanto fue liberado reclamó de nuevo haber conocido a los padres de los niños, prometiéndoles regresarlos. Un tal Mr. J.M. Morris impugnó la historia de Selva, reclamando ser él el tutor. La disputa se resolvió en diciembre de 1852. La custodia fue concedida a Morris, pero obligándole a pagar $13,000 a Raimundo Selva.
En Washington D. C., visitaron al presidente  Millard Fillmore en la Casa Blanca. En julio de 1853, estaban bajo la protección de un tal Anderson, que los llevó a Europa para ser exhibidos ante la Reina Victoria. En Londres, fueron examinados por el eminente biólogo Richard Owen, quien los consideró no aztecas. Serían mestizos producto de sangre española e india americana. Esto aumentó el interés por conocer sus orígenes reales. Otra versión reclamó que eran los hijos mulatos de una mujer de La Puerta, localidad cercana a Usulután, El Salvador. Años antes, su madre les habría cambiado por oro a Raimundo Selva de Nicaragua, asegurándose que tenían otro hermano con la misma condición microcefálica. El señor Morris  consiguió de nuevo su custodia y los exhibió por toda Europa.
En noviembre de 1860, Máximo y Bartola fueron exhibidos en el Museo Barnum de Nueva York junto a Chang y Eng Bunker. El 7 de enero de 1867 fueron casados en Londres bajo los nombres Máximo Valdez Núñez y Bartola Velasquez, en un truco publicitario para aumentar el interés. J.M. Morris era todavía su tutor. Informes tardíos aseguran que el varón murió en Charleston, Carolina del Sur, el 11 de noviembre de 1867 mientras se exhibían en el  Dan Castello  Circus y que fue enterrado en el Magnolia Cemetery. Otras fuentes indican que Máximo y Bartola continuaron exhibiéndose juntos como "Los últimos aztecas" hasta finales del siglo XIX.
Máximo y Bartola fueron los microcefálicos más famosos del siglo XIX junto a Zip ¿Qué es Eso? y el modelo a seguir para la presentación de personas con esta condición en los espectáculos de rarezas: o como eslabones perdidos o estrafalarios ¿qué es eso? al estilo de Zip, o como Los Últimos Aztecas o niños aztecas miembros de una tribu perdida o una raza extinta, como Máximo y Bartola.